# Ceratothoa guttata
Ceratothoa guttata là một loài chân đều trong họ Cymothoidae. Loài này được Richardson miêu tả khoa học năm 1910.